# 餘杭話
餘杭話，屬吳語太湖片苕溪小片（又稱湖州小片），通行於杭州府餘杭縣，與杭州市區的杭州話不同。歷來研究湖州話較多，餘杭話較少受研究。2006年黄山书社的《余杭方言》是收集餘杭話特色詞匯的先驅。